# Ulrikke Falch
Ulrikke Falch (nacida el 17 de julio de 1996) es una actriz noruega que nació y se crio en Oslo y vive en Trondheim. Es conocida por interpretar el papel de Vilde en la serie de TV noruega Skam.
En las redes sociales ha participado en debates sobre imagen corporal y ha hablado sobre su recuperación de los trastornos alimentarios. En 2017, el periódico online Nettavisen la nombró una de las 25 personas más influyentes de Internet en Noruega.